# 日元貿易
日元貿易（にちげんぼうえき）とは、日本と元の間で行われた貿易関係のこと。

## 概要
日本と元の関係は2度にわたる元寇の発生によって両国間は政治的に強い緊張関係にあったという印象が強い。だが、元の日本侵略の要因として経済的な利権を求めたことが挙げられるように、元側に日本との経済的関係を望む意向が強く、反対に日本側も日宋貿易によって確立された中国大陸との経済的関係の維持を望む意向が強かった。このため、日宋貿易終焉後、日明貿易成立に至る時期（日本の鎌倉時代後期・南北朝時代に相当）も日本と元の間には政治的対立とは全く別に経済的・文化的交流が盛んになっていった。永仁6年（1298年）に「藤太郎入道忍恵」という人物が乗る商船が樋島（現在の長崎県新上五島町日島）沖にて大破したが、流出した荷物の中には北条得宗家関係者の荷物も含まれていたとされている（『青方文書』）。また、元亨3年（1323年）頃に現在の韓国全羅南道新安郡沖で沈んだ商船が昭和51年（1976年）に発見され、元から日本への輸入品とみられる大量の中国製陶磁器や銅銭をはじめ、日本・中国製の遺物が多数発見された（新安沈船）。この船は東福寺造営のために派遣されたと言われている。
元が南宋の首都臨安を攻略してその国土の主要部を奪った日本の建治2年（1276年）に日本の商船が明州（慶元）から無事帰国しているのを始めとして、元は日本商船の来航と貿易を容認する政策を採った。元は泉州・広州・慶元に市舶司を設置して貿易管理を行ったが、その統制は比較的緩やかであったために多くの中国船が東シナ海を航行した。弘安の役はこれを一時的に中断させたが、13世紀終わりには日本の朝廷や鎌倉幕府の許可の下に勧進活動を名目とした寺社造営料唐船（建長寺船・天龍寺船など）が派遣されるなど、日本側は元に対する警戒体制を強化しつつも貿易については積極的にこれを奨励したため、準公式な貿易関係も成立するようになった。だが、一方で元寇（日本遠征）の失敗後、元の官吏の中には日本商船に高い関税をかけたり乗員に不当な圧迫をかけたりしたため、日本側も武装してこれに抵抗、初期倭寇の原因となった。
日本からの輸出品には金、銀、銅、水銀、硫黄、刀剣、扇、螺鈿・蒔絵製品などがあり、元からの輸入品には銅銭、陶磁器、茶、書籍、書画、経典、文具、薬材、香料、胡椒、金紗、金襴、綾、錦などで他にも日本の禅僧が貿易船に便乗して中国大陸に渡り修行する例もあった。鉱物、工芸品を輸出し、教養品・嗜好品に代表される「唐物」を輸入したことによって日本の経済・文化に大きな影響を与えた。また、銅材を輸出して銅銭（元銭）を輸入するという構造も当時、貨幣を鋳造することが出来なかった日本の特殊事情を反映したものである。更に日本刀は元において武具として珍重され、後世まで中国大陸への輸出が行われるようになった。